# Эрё (коммуна)
Эрё (дат. Ærø Kommune) — датская коммуна в составе области Южная Дания. Площадь — 90,45 км², что составляет 0,21 % от площади Дании без Гренландии и Фарерских островов. Численность населения на 1 января 2008 года — 6712 чел. (мужчины — 3354, женщины — 3358; иностранные граждане — 198).

## История
Коммуна была образована в 2007 году из следующих коммун:
- Марсталь (Marstal)
- Эрёскёбинг (Ærøskøbing)

## Изображения

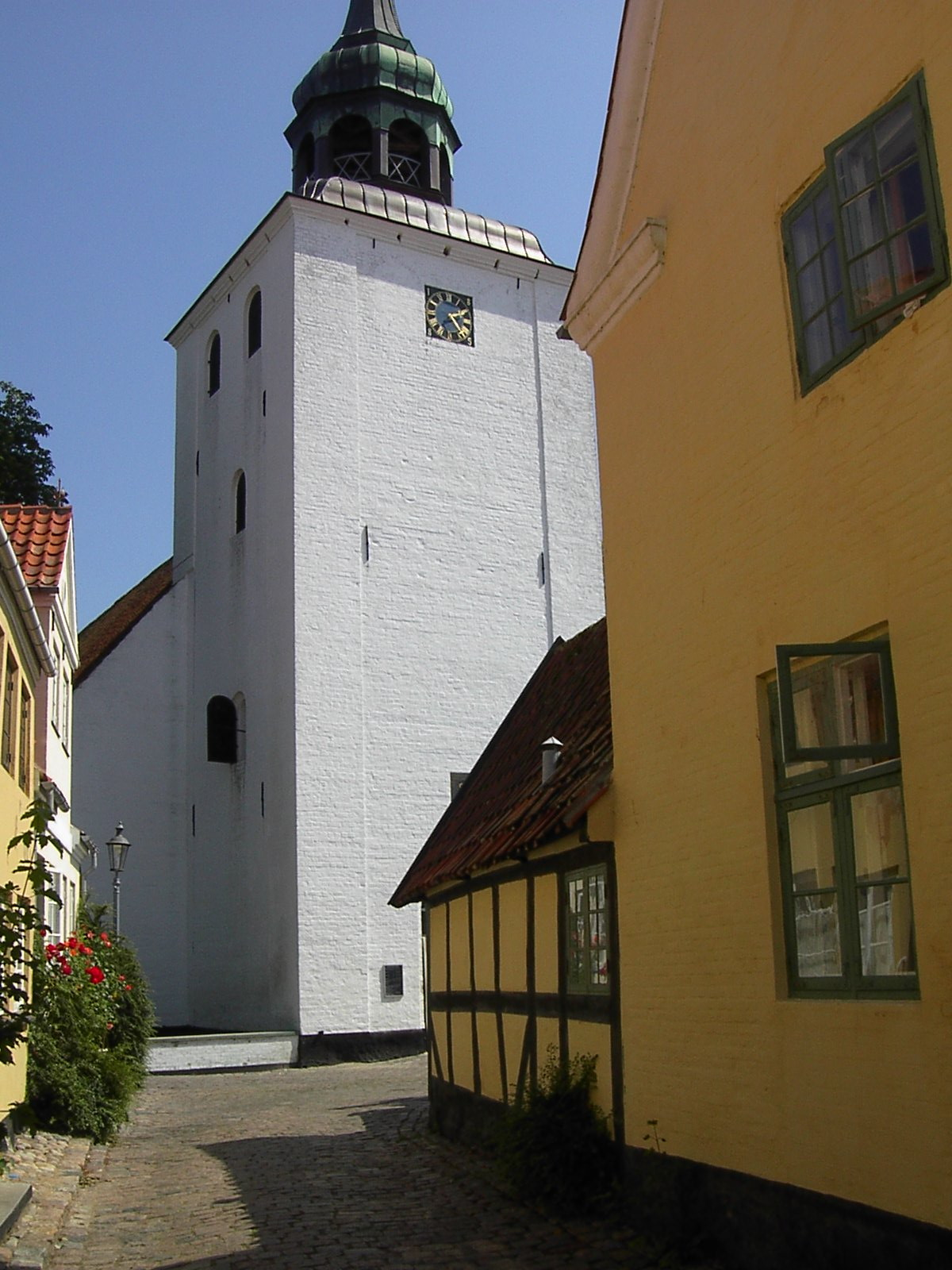
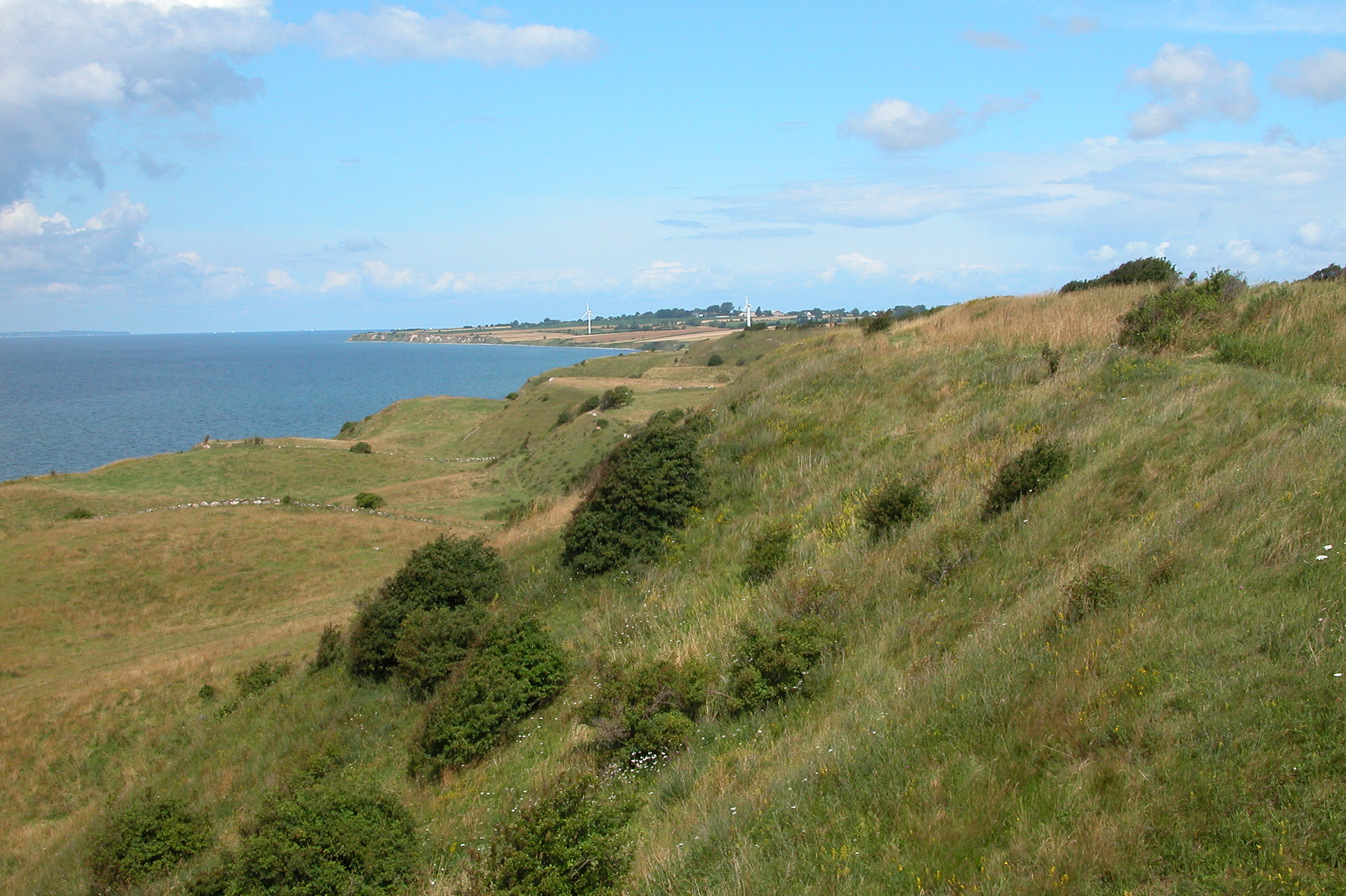
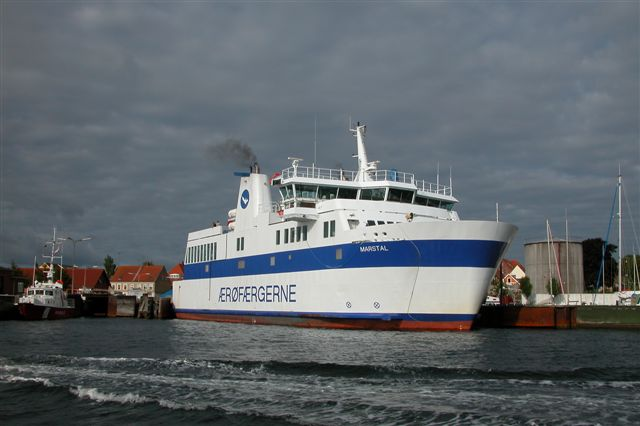